# Sadiq al-Mahdi
|  | Per a altres significats, vegeu «Saddik al-Mahdi ibn Abd al-Rahman». |

Sadiq al-Mahdi, escrit també com Sadik, Saddik o Saddiq (àrab: الصادق المهدي, aṣ-Ṣādiq al-Mahdī) (Al-Abasya, Omdurman, 25 de desembre de 1935 – Abu Dhabi, 26 de novembre de 2020) fou un polític sudanès, dirigent del partit Umma i imam de la confraria sufí Ansariyya, que promet fidelitat al mahdí Muhàmmad Àhmad. Fou dues vegades primer ministre (27 de juliol de 1966 a 18 de maig de 1967, i 6 de maig de 1986 a 30 de juny de 1989).

## Vida personal
Sadiq al-Mahdi va néixer a Omdurman el 1935. Era net del sàyyid Abd al-Rahman ibn al-Mahdi, el fundador de l'Umma National Party, i besnet del mahdí Muhàmmad Àhmad. El seu pare, Saddik al-Mahdi ibn Abd al-Rahman, cap de la confraria Ansariyya i patró de l'Umma, va morir el 2 d'octubre de 1961 i el consell de la xura de la confraria va designar successor el germà del difunt, Sayyid al-Hadi al-Mahdi. El fill del difunt, anomenat també Saddik al-Mahdi (Sadiq al-Mahdi ibn al-Sadiq), graduat a Oxford i que tenia quasi 26 anys, va agafar la direcció de l'Umma. En aquest moment regia la dictadura militar del general Ibrahim Abbud i les activitats del partit estaven prohibides.

## Vida política
El febrer de 1965 es van convocar eleccions generals (excepte a les tres províncies del sud) que es van celebrar el 21 d'abril. L'Umma va aconseguir 74 escons (de 156); el PNU, 51; el congrés dels Beges, 10; els Germans Musulmans, 3; el Partit Democràtic Popular, 3; i independents, 15. Seixanta escons es reservaven pel sud a cobrir quan fos possible, una vegada acabada la revolta. El primer ministre Sirr al-Khatim al-Khalifa va cessar el 9 de juny; Sadiq volia ser nomenat primer ministre però tenia només 29 anys i mig i per aspirar al càrrec calien trenta anys; un altre cap del partit Umma, Muhammad Ahmad Maghoub, proper al seu oncle Sayyid al-Hadi al-Mahdi (considerat conservador), fou elegit nou primer ministre (dia 10).

### Primer ministre per primer cop 1966-1967
El 25 de desembre de 1965 Sadiq va complir els 30 anys i va començar converses amb el Partit Nacional Unionista i el Partit Democràtic Popular Sudanès. El 25 de juliol de 1966 el govern va patir una inesperada derrota parlamentària (126 contra 30 i 15 abstencions), causada perquè els parlamentaris propers a Sadiq no van seguir les consignes de vot de l'Umma i de la seva direcció controlada pels conservadors (Saddik al-Mahdi, jove i educat a Oxford era considerat reformista); Maghoub va haver de dimitir. Saddik al-Mahdi fou nomenat primer ministre (27 de juliol) amb el suport dels partits amb els quals havia negociat, i Maghoub va passar a dirigir a l'oposició, El nou govern es va formar el 4 d'agost amb dos ministres sudistes.
El març de 1967 es van celebrar eleccions al sud, tot i estar encara en rebel·lió, per elegir 34 diputats, dels quals 15 foren per l'Umma i 10 per la Unió Nacional Africana del Sudan, un partit sudista. Sayyid al-Hadi al-Mahdi i els conservadors de l'Umma estaven maniobrant entre bastidors per recuperar el poder. Maghoub va buscar les mateixes aliances que abans havien donat el poder a Sadiq. El 15 de maig de 1967 Saddik al-Mahdi fou derrotat al parlament per 112 vots contra 86, i va haver de dimitir. Muhammad Ahmad Mahgoub va retornar al govern que va formar amb la facció conservadora del seu partit i amb el Partit Nacional Unionista, el Partit Democràtic Popular i altres menors.

### Sota Nimeyri
El 25 de maig de 1969 Gaafar al-Nimeiry va donar un cop d'estat i va agafar el poder. La constitució fou suspesa, els partits polítics dissolts i el parlament prorrogat; el cap religiós Abd al-Rahman de la secta Khatamiyya i els caps polítics com el primer ministre Maghoub i el president al-Azhari foren empresonats i jutjats (al-Azhari va morir d'un atac de cor el 26 d'agost). El país fou rebatejat República Democràtica del Sudan. En el nou govern hi havia comunistes, socialistes i nasseristes d'esquerra i tenia com a objectiu dirigir el país cap al socialisme. Nimeiry va prometre autonomia a les províncies del sud i ampliar l'amnistia concedida el 1968 a més d'un pla intensiu de desenvolupament social, econòmic i cultural; es va crear un ministeri pels afers del sud. L'orientació marcadament esquerrana del nou règim va angoixar a les confraries principals, l'Ansariyya i els Khatamiyya. El març de 1970 milers de membres de les confraries, sobretot ansars, entraven en virtual rebel·lió a l'illa d'Aba, al Nil; l'exèrcit va reprimir el moviment emprant fins i tot l'aviació (aparell egipcis es diu que manats pel llavors oficial de la Força Aèria Hosni Mubarak) causant 12.000 morts (27 de març). Sayyid al-Hadi al-Mahdi va morir quan fugia a Etiòpia. Wadi al-Din al-Hadi al-Mahdi, fill del difunt, va agafar la direcció de la facció conservadora de l'Umma. Sadiq al Mahdi fou empresonat i enviat a l'exili a Egipte on Gamal Abdel Nasser, aliat de Nimeiry, es va comprometre a retenir-lo per evitar que fes activitats polítiques i reconstruís l'Umma. Nasser va morir el setembre, i Sadiq va poder fugir i es va refugiar a l'Aràbia Saudita i a la Gran Bretanya; va tornar clandestinament a Sudan algun cop però fou arrestat i expulsat cada vegada, la darrera va anar a Líbia.

#### Atac via Darfur
El juliol del 1976 Saddik al-Mahdi i l'antic ministre de Finances Hussein al-Hindi (els dos exiliats), amb alguns militars favorables i la confraria dels Ansariyya, i amb suport de Muammar al-Gaddafi, van intentar un cop d'estat aprofitant l'absència del president de visita als Estats Units i França. Les tribus del Darfur dels Messiria i els Rizeigat foren armades. Els colpistes es van apoderar de Radio Omdurman. L'avió del president tornava llavors al país i estava previst que l'aparell seria abatut, però va arribar abans d'hora i les comunicacions de la radio van fallar, podent aterrar Nimeiry sa i estalvi; al no aconseguir arrossegar a la població el cop va fracassar; els militars van romandre lleials i després de tot un dia de lluita amb centenars de morts, el complot va quedar liquidat i els suposats líders detinguts, sent executats el mes d'agost. Sudan va firmar un tractat de mútua defensa amb Egipte destinant a enfrontar els plans de Líbia. Les relacions diplomàtiques amb aquest país es van trencar el juliol. Sadiq fou jutjat en absència i condemnat a mort.

### Cooperació amb el règim
El 19 de juliol de 1977 Nimeiry va anunciar un projecte de reconciliació nacional i l'alliberament de centenars de presos polítics; cinc-cents foren alliberats el 21 de juliol i 400 el 26 del mateix mes. El setembre Saddik al-Mahdi tornava al país i el mateix van fer altres personalitat exiliades. Sadiq va rebre una proposta de col·laborar amb el règim i va entrar al govern i a la Unió Socialista Sudanesa breument però en va sortir aviat al·legant que no es complien les promeses que se li havien fet. Quan el règim de Nimeyri va començar a perdre suport, tothom va veure a Sadiq com el seu relleu natural. Per un acord entre els partits i les Forces Armades, Nimeyri fou enderrocat pel general Abdel Rahman Swar al-Dahab, que es va establir que dirigiria un Consell Militar Transitori (CMT) amb un gabinet de 7 militars i 7 civils, que convocaria eleccions pel 1986. El guió previst es va complir i Nimeiry fou enderrocat el 6 d'abril de 1985.

### Segon període com a primer ministre (1986-1989)
L'abril de 1986 es van celebrar eleccions generals (posposades a 37 de les 68 circumscripcions del sud a causa de la guerra i que els sudistes no acceptaven participar sense la derogació de la llei islàmica que havia estat imposada durant el govern de Nimeyri). Van participar seixanta partits però tres foren els principals: l'Umma, de Saddiq al-Mahdi i la confraria Ansariyya; el Partit Unionista Democràtic d'Ahmad Ali al-Mirghani i la confraria Khatamiyya; i el Front Nacional Islàmic, islamista, dirigit per Hasan Abdalla al-Turabi (cunyat de Sadiq). Els resultats foren: Umma 101 escons; Partit Democràtic Unionista 63; Front Nacional Islàmic 51; Partit Progressista Popular, Associació Política Sudanesa Sudista 8; Partit Nacional Sudanès 8; Congrés Popular Africà del Sudan 7; independents 5; Partit Comunista del Sudan 3; Congrés Africa del Sudan 2; Partit Federal Popular del Sudan 1; no adscrits 41.
El 15 de maig Sadiq al-Mahdi formava un govern de coalició dels dos principals partits (Umma, Front Nacional Islàmic, Partit Unionista Democràtic i quatre petits partits sudistes). El 21 d'agost de 1986 al-Mahdi va anunciar que la llei islàmica seria derogada en deu dies però per les fortes pressions de tots els costats no ho va poder fer. El SPLA (EPAS) controlava tot el territori del sud excepte les guarnicions del govern que estaven virtualment assetjades i s'hi havien acollit milers de refugiats. La moneda es va depreciar en un 50 per cent (la lliura sudanesa va passar de valer 2 a valer 4 dòlars). Durant aquest segon terme, molts membres de la seva família van rebre càrrecs ministerials prominents, incloent-hi Mubarak al-Fadil al-Mahdi, que fou ministre d'Interior a finals dels anys 1980, un període durant el qual s'han documentat molts abusos dels drets humans.
El 30 de juny de 1989 fou enderrocat per un cop d'estat dirigit pel coronel Omar al-Bashir. La posició de primer ministre va quedar abolida.

### Després del cop de 1989
Mahdi va continuar encapçalant el Partit Umma, en oposició a al-Bashir Va passar un període en exili però finalment va retornar al Sudan el novembre de 2000. El juliol de 2008, al·legant que el Sudan travessava una situació molt difícil, va donar suport a al-Bashir després que fos acusat de genocidi per la Cort Penal Internacional. El 2009 els diversos partits d'oposició incloent el MPAS van considerar nominar a Sadiq al-Mahdi, com el seu candidat presidencial unitari per les eleccions de 2010 però finalment no es va concretar. A les eleccions de l'11-15 d'abril del 2010 (resultats coneguts el 20 de maig) el 73% dels escons foren pel Partit del Congrés Nacional, el 22 pel MPAS i el 5% per altres partits d'oposició. Sadiq al-Mahdi que concorria en nom de l'Umma a l'elecció presidencial, va treure 96.868 vots (0,96%).

## Publicacions
És l'autor d'una varietat de llibres especialitzats i polítics, incloent-hi La Qüestió del Sud (1964); Discursos en Exili (1976); Qüestions sobre Mahadism (1979); Legitimes Penes i la Seva Posició en el Sistema Social Islàmic (1987); Democràcia al Sudan: Retornarà i Triomfarà (1990); Desafiaments dels Noranta (1991).